# Renato d'Alençon
Renato (René) di Valois-Alençon (1454 – Alençon, 1º novembre 1492) è stato un duca e conte francese.
Duca d'Alençon e conte di Perche, era figlio di Giovanni II d'Alençon e di Marie d'Armagnac.

## Biografia

Il nuovo stemma della famiglia intorno al 1440

Nel 1467, quando suo padre si rivoltò con i Bretoni, ebbe l'incarico di difendere Alençon, ma l'insolenza della guarnigione bretone fece infuriare i borghesi della città. Disgustato, Renato rese la città a re Luigi XI, che gliela restituì dopo che la rivolta fu sedata.
Coperto di debiti e vizioso, il disordine dei suoi affari e della sua morale fu la sua disgrazia e il re lo mise in prigione. Non ne uscì che alla morte di Luigi XI, nel 1483. Partecipò allora alla Guerra pazza, ma fu poi perdonato da re Carlo VIII.

## Matrimoni e figli
Un primo fidanzamento fu impostato con Margherita d'Harcourt, figlia di Guglielmo d'Harcourt, conte di Tancarville. Una fonte indica che il matrimonio fu celebrato, un'altra che fu solo un fidanzamento. Margherita morì nel 1488 senza aver dato a Renato alcun figlio.
Renato sposò allora a Toul il 14 maggio 1488 la beata Margherita di Lorena-Vaudémont (1463 - 1521), figlia di Federico II di Vaudémont e di Iolanda d'Angiò. Renato e Margherita ebbero:
- Carlo IV (1489-1525), duca d'Alençon e conte di Perche;
- Francesca (1490-1550), sposatasi in prime nozze con Francesco II di Longueville († 1512), poi in seconde nozze con Carlo di Borbone-Vendôme;
- Anna (1492-1562), dama di La Guerche, spostasi nel 1508 a Blois con Guglielmo IX del Monferrato (1486-1518).

Renato ebbe anche diversi figli illegittimi:
- Charles, signore di Cany, († 1545), sposato con Germaine La Ballur;
- Charles, barone di Cany, († 1524), sposatosi nel 1505 con Renée de Beauvoisin;
- Marguerite, sposatasi nel 1485 con Jacques de Boisguyon, poi con Henri de Bournel;
- Jacqueline († 1506), sposa di Gilles des Ormes.

## Ascendenza
|                        |                         |                        | Genitori                  |  |  | Nonni |  |  | Bisnonni            |  |  | Trisnonni          |  |
|                        |                         |                        |                           |  |  |       |  |  | Pietro II d'Alençon |  |  | Carlo II d'Alençon |  |
|                        |                         |                        |                           |  |  |       |  |  | Pietro II d'Alençon |  |  | Carlo II d'Alençon |  |
|                        |                         | Maria de La Cerda      |                           |  |  |       |  |  | Pietro II d'Alençon |  |  |                    |  |
| Giovanni I d'Alençon   |                         |                        |                           |  |  |       |  |  | Pietro II d'Alençon |  |  |                    |  |
|                        |                         | Maria Chamaillard      | Guglielmo II Chamaillard  |  |  |       |  |  |                     |  |  |                    |  |
|                        |                         | Maria Chamaillard      | Guglielmo II Chamaillard  |  |  |       |  |  |                     |  |  |                    |  |
|                        |                         | Maria Chamaillard      | Maria di Beaumont-Brienne |  |  |       |  |  |                     |  |  |                    |  |
| Giovanni II d'Alençon  |                         | Maria Chamaillard      |                           |  |  |       |  |  |                     |  |  |                    |  |
|                        |                         | Giovanni V di Bretagna | Giovanni di Montfort      |  |  |       |  |  |                     |  |  |                    |  |
|                        |                         | Giovanni V di Bretagna | Giovanni di Montfort      |  |  |       |  |  |                     |  |  |                    |  |
|                        |                         | Giovanni V di Bretagna | Giovanna di Fiandra       |  |  |       |  |  |                     |  |  |                    |  |
| Maria di Bretagna      |                         | Giovanni V di Bretagna |                           |  |  |       |  |  |                     |  |  |                    |  |
|                        |                         | Giovanna di Navarra    | Carlo II di Navarra       |  |  |       |  |  |                     |  |  |                    |  |
|                        |                         | Giovanna di Navarra    | Carlo II di Navarra       |  |  |       |  |  |                     |  |  |                    |  |
|                        |                         | Giovanna di Navarra    | Giovanna di Francia       |  |  |       |  |  |                     |  |  |                    |  |
| Renato d'Alençon       |                         | Giovanna di Navarra    |                           |  |  |       |  |  |                     |  |  |                    |  |
|                        | Bernardo VII d'Armagnac | Giovanni II d'Armagnac |                           |  |  |       |  |  |                     |  |  |                    |  |
|                        | Bernardo VII d'Armagnac | Giovanni II d'Armagnac |                           |  |  |       |  |  |                     |  |  |                    |  |
|                        | Bernardo VII d'Armagnac | Giovanna di Périgord   |                           |  |  |       |  |  |                     |  |  |                    |  |
| Giovanni IV d'Armagnac | Bernardo VII d'Armagnac |                        |                           |  |  |       |  |  |                     |  |  |                    |  |
|                        |                         | Bona di Berry          | Giovanni di Berry         |  |  |       |  |  |                     |  |  |                    |  |
|                        |                         | Bona di Berry          | Giovanni di Berry         |  |  |       |  |  |                     |  |  |                    |  |
|                        |                         | Bona di Berry          | Giovanna d'Armagnac       |  |  |       |  |  |                     |  |  |                    |  |
| Maria d'Armagnac       |                         | Bona di Berry          |                           |  |  |       |  |  |                     |  |  |                    |  |
|                        |                         | Carlo III di Navarra   | Carlo II di Navarra       |  |  |       |  |  |                     |  |  |                    |  |
|                        |                         | Carlo III di Navarra   | Carlo II di Navarra       |  |  |       |  |  |                     |  |  |                    |  |
|                        |                         | Carlo III di Navarra   | Giovanna di Francia       |  |  |       |  |  |                     |  |  |                    |  |
| Isabella di Navarra    |                         | Carlo III di Navarra   |                           |  |  |       |  |  |                     |  |  |                    |  |
|                        |                         | Eleonora di Trastámara | Enrico II di Castiglia    |  |  |       |  |  |                     |  |  |                    |  |
|                        |                         | Eleonora di Trastámara | Enrico II di Castiglia    |  |  |       |  |  |                     |  |  |                    |  |
|                        |                         | Eleonora di Trastámara | Giovanna Manuele          |  |  |       |  |  |                     |  |  |                    |  |
|                        |                         | Eleonora di Trastámara |                           |  |  |       |  |  |                     |  |  |                    |  |